# Cherson (Ucraina)
Cherson (in ucraino Херсóн?, AFI: [xerˈsɔn]) è una città dell'Ucraina meridionale, capoluogo dell'omonima oblast' e dell'omonimo distretto. All’inizio del conflitto Russia-Ucraina aveva una popolazione di 279 131 abitanti, mentre stime del novembre 2023 indicano una popolazione di circa 71.000 abitanti.
Fino al 18 luglio 2020 Cherson era classificata come città di rilevanza regionale e costituiva un comune autonomo rispetto al Distretto di Cherson, anche se ne costituiva il centro amministrativo. Nell'ambito della riforma amministrativa dell'Ucraina, che ha ridotto a cinque il numero dei distretti dell'oblast' di Cherson, Cherson è entrata a far parte del distretto di Cherson.

## Territorio
Cherson è situata sulla sponda destra dell'estuario del Dnepr, a una trentina di km dalla foce di questo nel mar Nero. Sorge nell'Ucraina meridionale, a 550 km a sud-est della capitale Kiev.

## Clima
| Cherson (1991-2020) Fonte:  | Mesi         | Mesi         | Mesi         | Mesi        | Mesi        | Mesi        | Mesi        | Mesi        | Mesi        | Mesi        | Mesi         | Mesi         | Stagioni | Stagioni | Stagioni | Stagioni | Anno  |
| Cherson (1991-2020) Fonte:  | Gen          | Feb          | Mar          | Apr         | Mag         | Giu         | Lug         | Ago         | Set         | Ott         | Nov          | Dic          | Inv      | Pri      | Est      | Aut      | Anno  |
| --------------------------- | ------------ | ------------ | ------------ | ----------- | ----------- | ----------- | ----------- | ----------- | ----------- | ----------- | ------------ | ------------ | -------- | -------- | -------- | -------- | ----- |
| T. max. media (°C)          | 1,4          | 3,1          | 8,8          | 16,5        | 22,9        | 27,5        | 30,3        | 30,1        | 23,7        | 16,1        | 8,4          | 3,3          | 2,6      | 16,1     | 29,3     | 16,1     | 16,0  |
| T. media (°C)               | −1,6         | −0,6         | 4,1          | 10,6        | 16,7        | 21,2        | 23,8        | 23,3        | 17,5        | 10,9        | 4,7          | 0,4          | −0,6     | 10,5     | 22,8     | 11,0     | 10,9  |
| T. min. media (°C)          | −4,4         | −3,8         | 0,0          | 5,0         | 10,6        | 15,3        | 17,5        | 16,7        | 11,8        | 6,3         | 1,6          | −2,2         | −3,5     | 5,2      | 16,5     | 6,6      | 6,2   |
| T. max. assoluta (°C)       | 15,2 (2013)  | 18,6 (1989)  | 22,7 (2014)  | 32,0 (2012) | 37,7 (2007) | 39,5 (2009) | 40,5 (2002) | 40,7 (2010) | 36,4 (2018) | 32,0 (1999) | 21,8 (2010)  | 17,2 (1961)  | 18,6     | 37,7     | 40,7     | 36,4     | 40,7  |
| T. min. assoluta (°C)       | −26,3 (2006) | −24,4 (1985) | −20,2 (1987) | −7,9 (2004) | −1,5 (2010) | 5,5 (2016)  | 9,2 (1993)  | 6,6 (1984)  | −5,0 (1977) | −7,6 (2003) | −16,2 (1993) | −22,2 (1969) | −26,3    | −20,2    | 5,5      | −16,2    | −26,3 |
| Nuvolosità (okta al giorno) | 7,3          | 6,8          | 6,6          | 6,1         | 5,2         | 5,2         | 4,3         | 3,7         | 4,4         | 5,3         | 7,1          | 7,6          | 7,2      | 6,0      | 4,4      | 5,6      | 5,8   |
| Precipitazioni (mm)         | 33           | 28           | 30           | 32          | 43          | 59          | 44          | 29          | 38          | 36          | 34           | 38           | 99       | 105      | 132      | 108      | 444   |
| Giorni di pioggia           | 9            | 7            | 9            | 12          | 11          | 11          | 9           | 6           | 9           | 9           | 12           | 10           | 26       | 32       | 26       | 30       | 114   |
| Nevicate (cm)               | 2            | 3            | 1            | 0           | 0           | 0           | 0           | 0           | 0           | 0           | 0            | 1            | 6        | 1        | 0        | 0        | 7     |
| Giorni di neve              | 11           | 10           | 6            | 0           | 0           | 0           | 0           | 0           | 0           | 0,3         | 4,0          | 8,0          | 29,0     | 6,0      | 0,0      | 4,3      | 39,3  |
| Giorni di nebbia            | 7            | 6            | 5            | 4           | 3           | 2           | 1           | 1           | 3           | 5           | 7            | 8            | 21       | 12       | 4        | 15       | 52    |
| Umidità relativa media (%)  | 86           | 83           | 78           | 69          | 66          | 66          | 63          | 62          | 69          | 77          | 85           | 87           | 85,3     | 71       | 63,7     | 77       | 74,3  |
| Vento (direzione-m/s)       | W 3,7        | E 3,8        | NE 3,8       | E 3,4       | N 2,9       | N 2,8       | N 2,7       | N 2,7       | N 2,8       | N 3,0       | E 3,4        | E 3,6        | 3,7      | 3,4      | 2,7      | 3,1      | 3,2   |

## Etimologia
Il nome della città proviene da quello della colonia greca di Chersoneso (abbreviato in Cherson), non lontano da Sebastopoli.

## Storia
Cherson venne fondata il 1778 dal maresciallo Grigorij Aleksandrovič Potëmkin su ordine della zarina Caterina la Grande. L'insediamento venne edificato sul sito dove sorgeva precedentemente una piccola fortezza chiamata Alexanderschantz, costruita durante la guerra russo-turca del 1735-1739. Il toponimo richiama l'antica colonia greca di Cherson, in Crimea. Grazie alla sua posizione strategica alla foce del Dnepr, Cherson riuscì ad affermarsi rapidamente sia come scalo portuale sia come centro commerciale. La fortuna della città iniziò ad arrestarsi verso la fine del XVIII secolo con l'istituzione dell'arsenale di Mykolaïv e la fondazione del porto di Odessa.
Nei decenni successivi, grazie all'escavazione di nuovi canali per le navi di grosso tonnellaggio nella foce del Dnepr, le attività portuali di Cherson registrarono una notevole ripresa. All'epoca dell'Impero russo fu capoluogo del governatorato omonimo. Durante la Rivoluzione russa del 1905 Cherson fu teatro di un primo pogrom contro gli ebrei, che allora costituivano il 30% della popolazione totale.
Nel 1918, fu occupata dalle truppe tedesche. Una volta terminata la prima guerra mondiale, mentre infuriava la guerra civile russa, vi sbarcò un contingente franco-greco per contenere le milizie filo-bolsceviche. Passata nelle mani dell'Armata Bianca Cherson fu teatro di un secondo pogrom nel 1919.
Nel corso della seconda guerra mondiale la città venne occupata dai tedeschi il 19 agosto 1941. Una decina di giorni dopo vennero massacrati un centinaio di ebrei di Cherson, mentre il 7 settembre successivo venne istituito dai nazisti il ghetto. Tra il 24 e il 25 settembre 1941 l'11º Sonderkommando delle Einsatzgruppen, guidato da Paul Zapp, massacrò con raffiche di mitra i circa 8 000 ebrei della città in un fossato anticarro. Il 13 marzo 1944 venne liberata dalle truppe dell'Armata Rossa del generale Rodion Malinovskij.
Dal 2014, in seguito all'occupazione russa della Crimea, è sede del governo in esilio della Repubblica autonoma di Crimea. Il 2 marzo 2022, nell'ambito dell'invasione russa, il sindaco di Cherson ha confermato l'occupazione militare della città da parte dell'esercito russo e della Rosgvardija. L'11 novembre 2022 le truppe russe hanno abbandonato la città, ritirandosi oltre il fiume Dnipro.

## Evoluzione demografica

### Lingue
| Lingua  | 1897  | 2001  |
| ------- | ----- | ----- |
| Ucraino | 19,6% | 53,4% |
| Russo   | 47,2% | 45,3% |
| Yiddish | 29,1% |       |
| Polacco | 1,7%  |       |
| Tedesco | 0,7%  |       |

## Monumenti e luoghi d'interesse

### Architetture religiose
- Cattedrale di Santa Caterina, costruita negli anni ottanta del XVIII secolo, ha ospitato al suo interno la tomba del maresciallo Potëmkin
- Cattedrale di San Nicola
- Cattedrale della Dormizione, costruita negli ultimi anni del XVIII secolo
- Cattedrale dello Spirito Santo, chiesa ortodossa costruita nella prima metà del XIX secolo
- Cattedrale della Presentazione del Signore

### Architetture civili
- Casa popolare ucraina
- Faro Adziogol

### Architetture militari
- Fortezza di Cherson

### Piazze
- Piazza Odessa

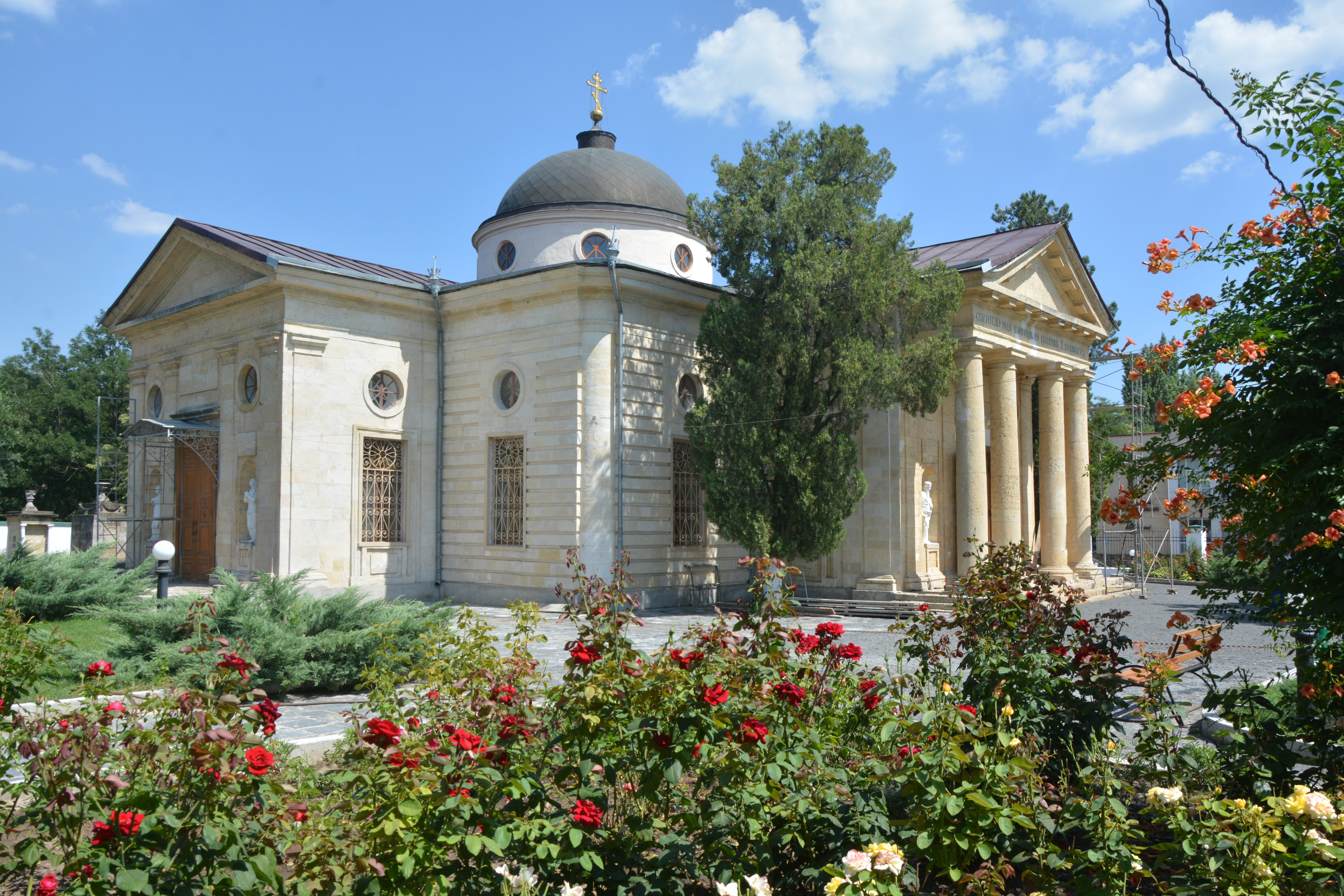
Cattedrale di Santa Caterina
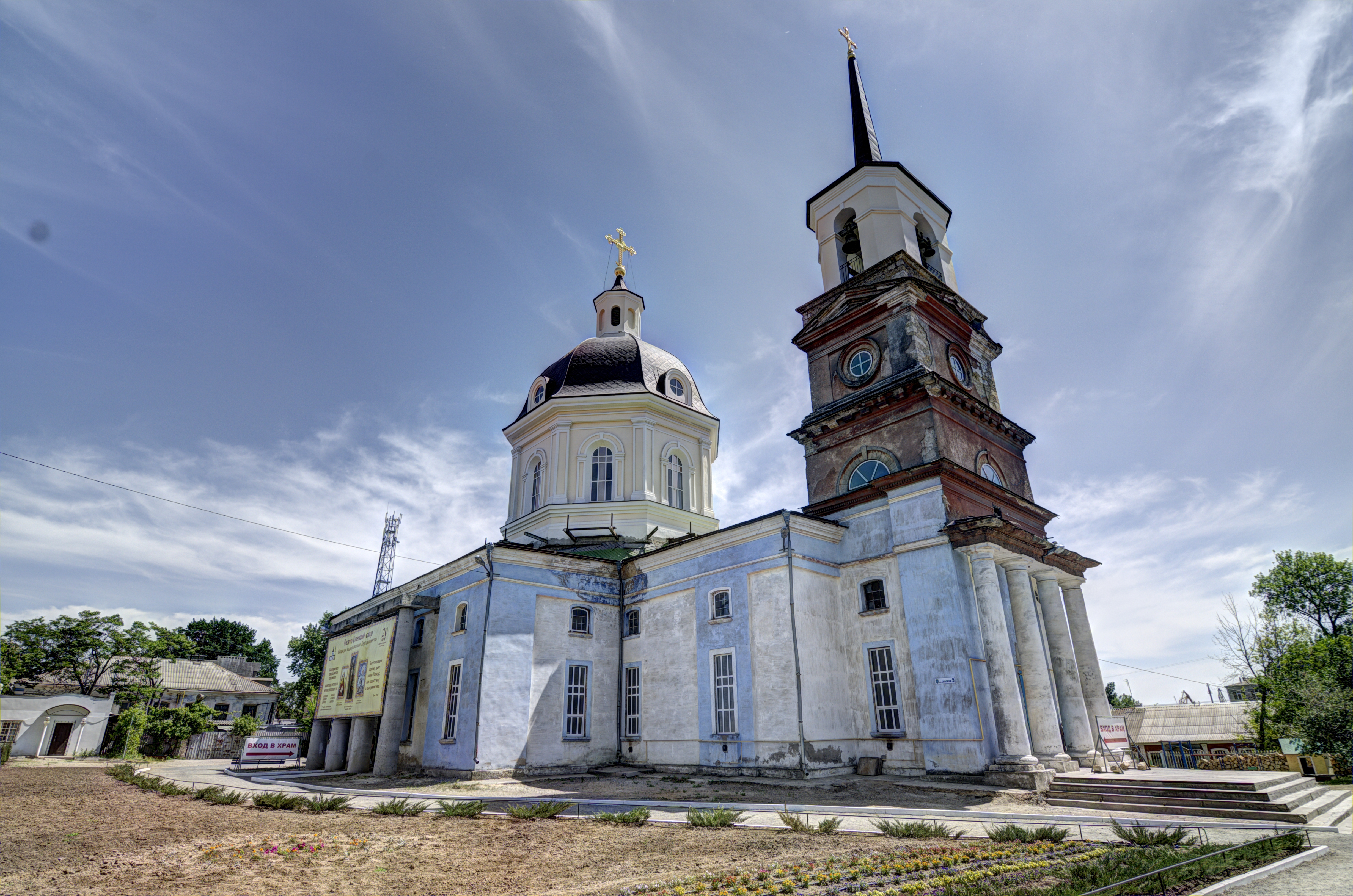
Cattedrale della Dormizione
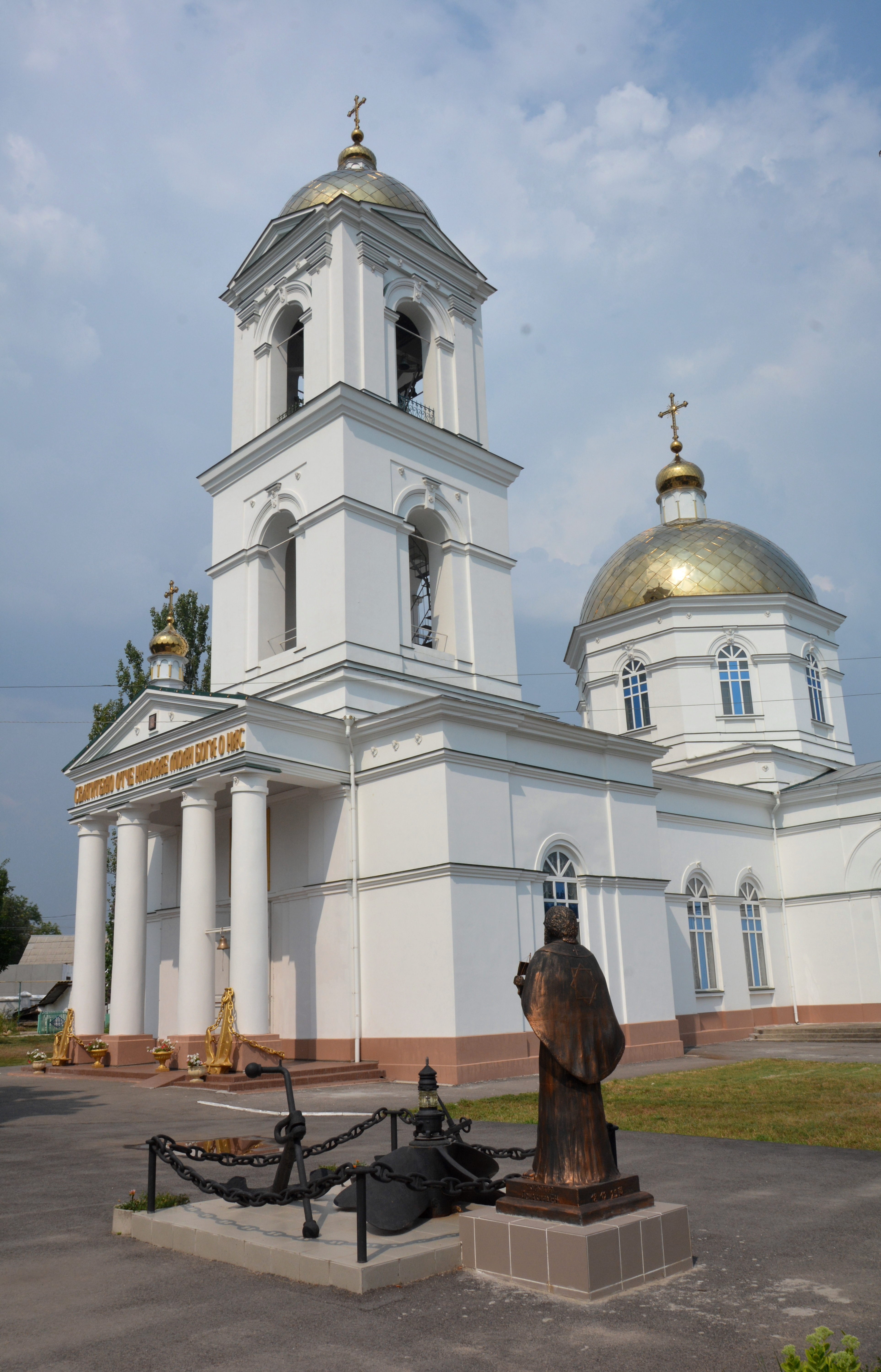
Cattedrale di San Nicola
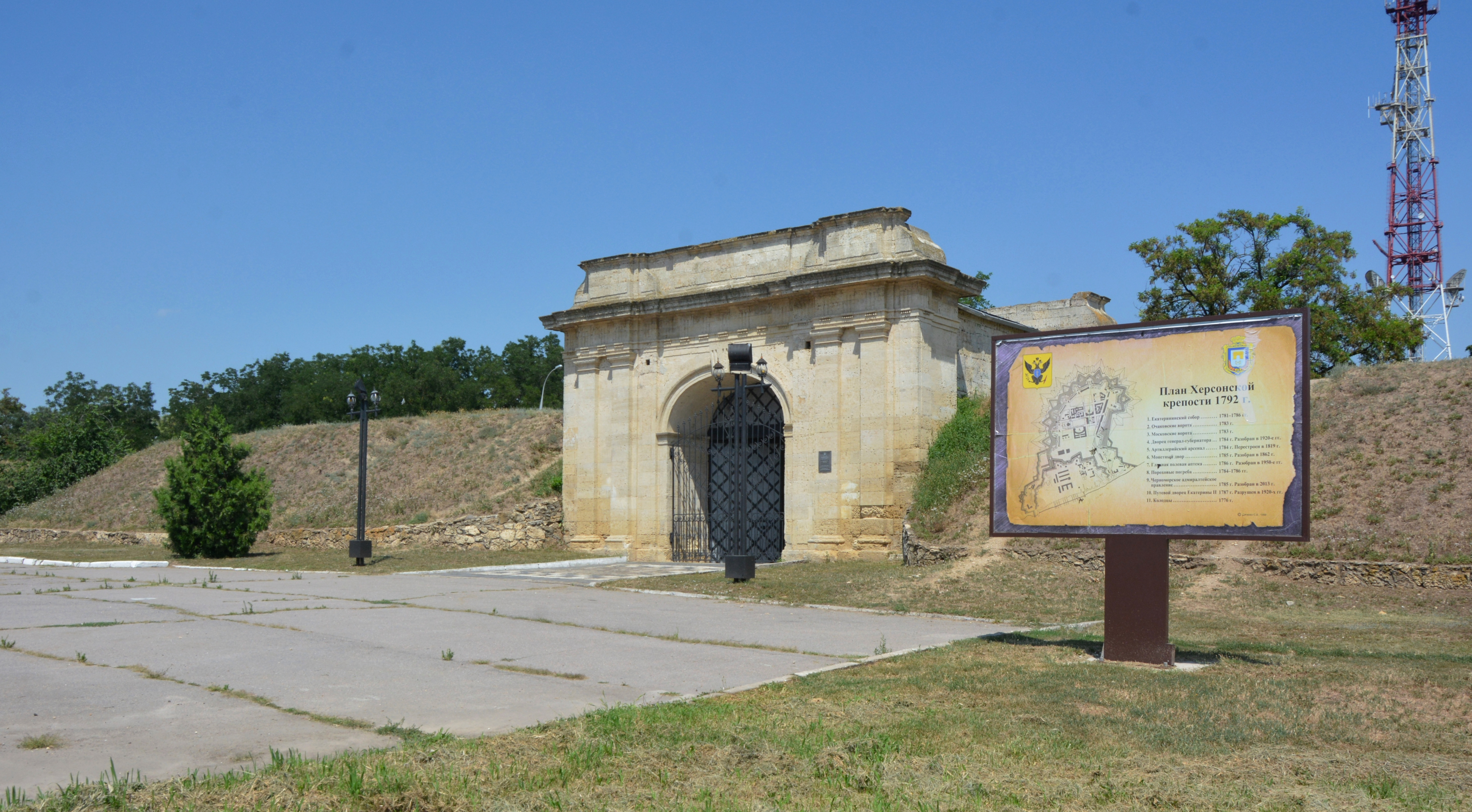
Porta Ochakiv della fortezza di Cherson

## Cultura

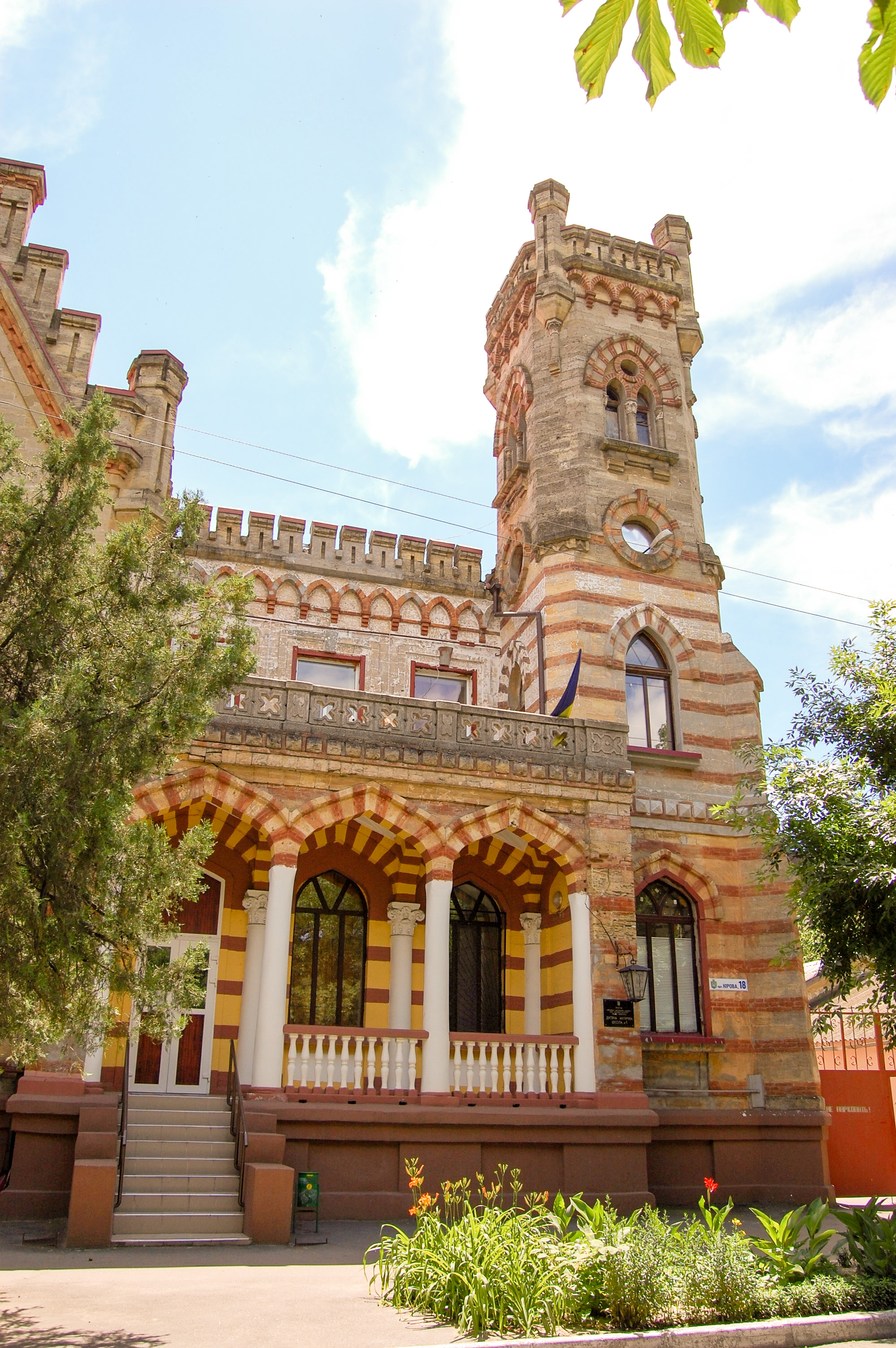
Scuola di musica di Cherson

### Istruzione
La città ospita l’Università nazionale di Cherson, fondata nel 1917 e con più di 7000 studenti prima della guerra iniziata nel 2022.

#### Musei
- Museo Regionale, ospita al suo interno alcuni reperti rinvenuti sul sito della città greca di Olbia Pontica.
- Museo Regionale d'Arte

## Geografia antropica

### Suddivisioni amministrative
La città è suddivisa in tre distretti (rajon): Suvorov, Dnepr e Korabel'nyj.

## Infrastrutture e trasporti

### Strade
La città è situata all'intersezione tra l'autostrada M14 Odessa-Mariupol' e l'autostrada M17 per la Crimea.

### Ferrovie

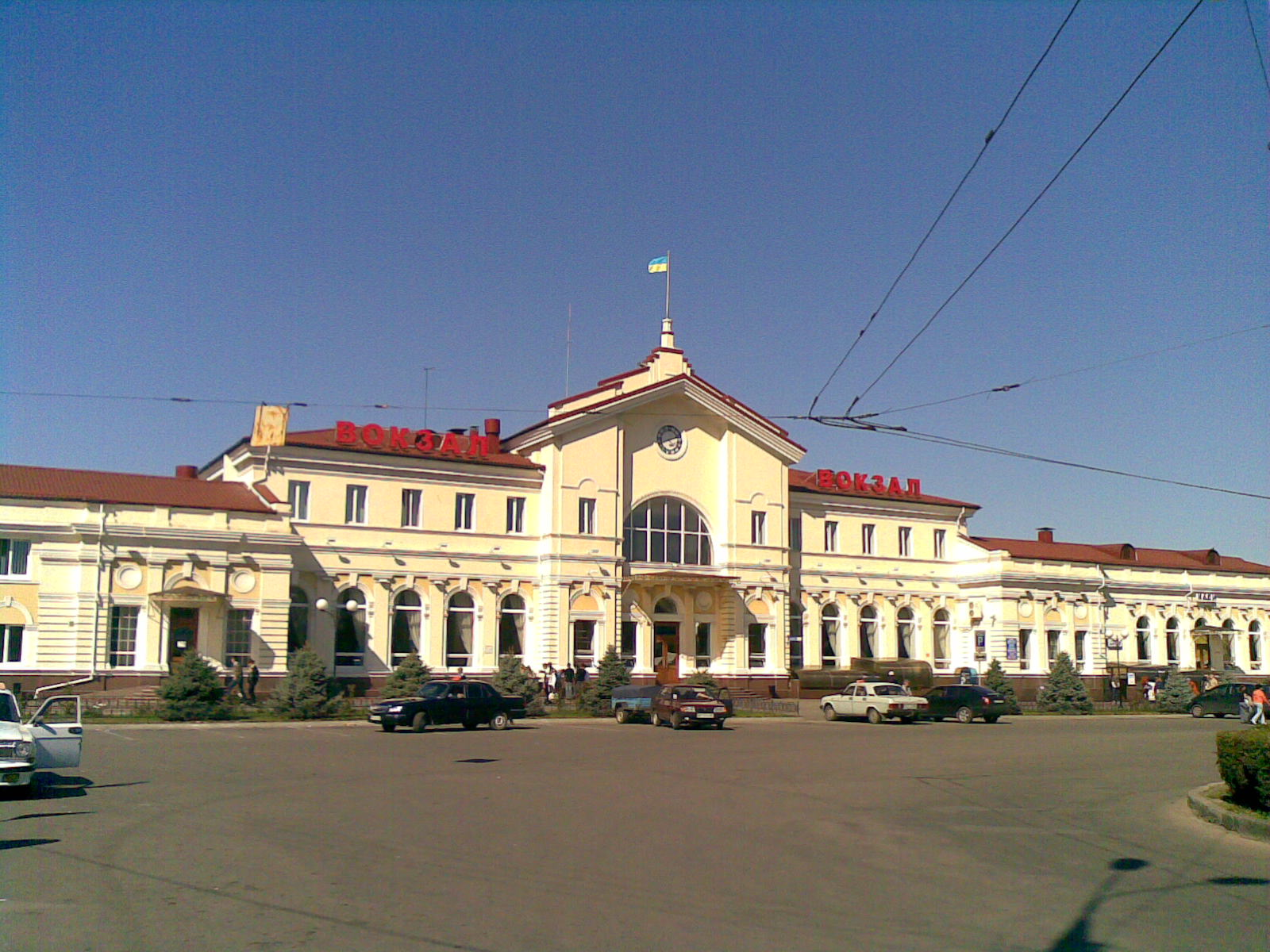
La stazione ferroviaria di Cherson

La città è collegata alla rete ferroviaria nazionale tramite la stazione di Cherson. Ci sono servizi giornalieri a lunga distanza per Kiev, Leopoli e altre città. Altre stazioni ferroviarie sono: Cherson-Porto, Cherson-Est, Kindyjka e Putejs'ka.

### Porti
La città è nota per il porto marittimo situato presso il delta del Dnepr, gestito dall'Autorità portuale ucraina.

### Aeroporti
Cherson è servita dall'omonimo aeroporto, diventato internazionale nel 2006.

## Amministrazione

### Gemellaggi
Cherson è gemellata con:
- Zalaegerszeg
- Šumen

## Sport
La principale società calcistica della città è il Krystal Cherson.